# 蘇聯民航4227號班機空難
蘇聯民航4227號班機空難是俄羅斯航空1班的來回哈薩克阿拉木圖國際機場到烏克蘭辛菲羅波爾國際機場定期航班，在1980年7月8日，1架圖-154客機在凌晨12點38分從阿拉木圖國際機場起飛之後1分鐘就墜毀在阿拉木圖機場農田附近，造成了機上153名乘客，10名機組人員，總共163人全部罹難。
蘇聯民航4227號班機空難是哈薩克史上最嚴重的空難。

## 原因
蘇聯航空的調查人員指出了2個原因：
1.客機在爬升過程中就遇到了強烈的熱浪氣流干擾，順風和微下擊暴流導致了讓客機失速狀態。
2.當天的機場氣象雷達也無法偵測到這種低空風切變和熱氣流的存在，以及塔臺也無法跟飛行員告知詳細的天氣情況。